# Scott Parker (hockey sur glace)
Pour les articles homonymes, voir Scott Parker et Parker.
Scott Parker (né le 29 janvier 1978 à Hanford en Californie aux États-Unis) est un ancien joueur professionnel de hockey sur glace.

## Carrière en club

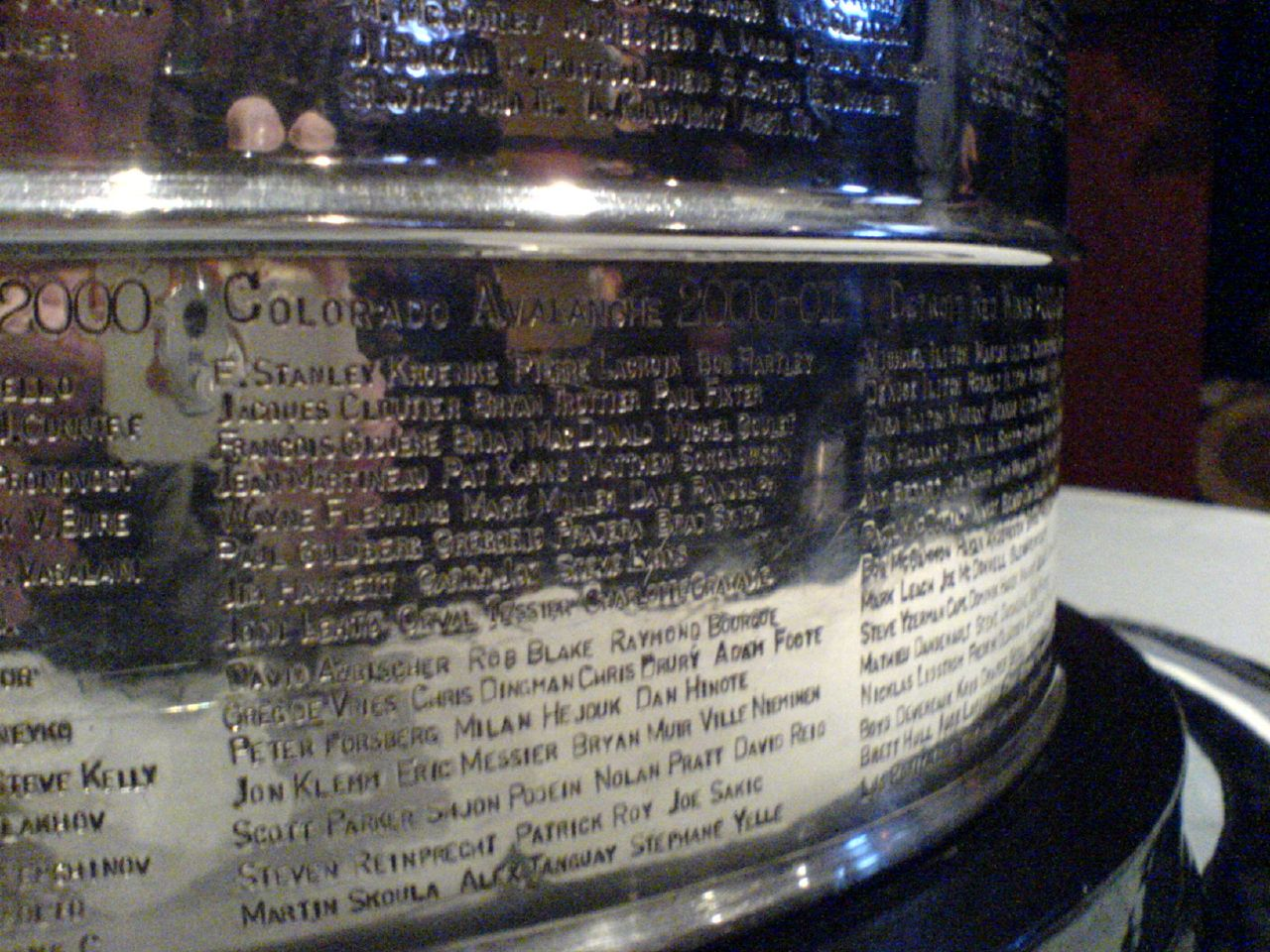
La liste des joueurs de l'Avalanche vainqueur de la Coupe Stanley 2001.

Il commence sa carrière dans la Western Hockey League en 1995 en jouant pour les Rockets de Kelowna. Un an plus tard lors du repêchage d'entrée dans la Ligue nationale de hockey, il est choisi par les Devils du New Jersey au troisième tour (63e choix).
Ne trouvant pas d'accord avec les Devils, il continue à jouer dans la WHL avec son équipe et se représente au repêchage en 1998. Cette fois, il est choisi en première ronde par l'Avalanche du Colorado (20e choix).
Il fait ses débuts dans la LNH immédiatement et connu pour porter une grosse barbe. En 2001, il remporte avec l'équipe de Denver la Coupe Stanley.
Peu utilisé par l'équipe en 2002-2003, il rejoint à l'issue de la saison les Sharks de San José en retour d'un choix de cinquième ronde en 2003 (choix qui sera finalement Brad Richardson).
En février 2007, Parker retourne dans l'effectif de l'Avalanche pour un choix de sixième ronde en 2008.
Le 31 août 2009, Scott Parker annonce sa retraite sportive sur la Fox après des blessures récurrentes.

### Trophées et honneurs personnels
- Coupe Stanley 2001 avec l'Avalanche du Colorado

## Statistiques
Pour les significations des abréviations, voir Statistiques du hockey sur glace.
| Saison     | Équipe                | Ligue      |     | Saison régulière | Saison régulière | Saison régulière | Saison régulière | Saison régulière |   | Séries éliminatoires | Séries éliminatoires | Séries éliminatoires | Séries éliminatoires | Séries éliminatoires |
| Saison     | Équipe                | Ligue      | PJ  | B                | A                | Pts              | Pun              | PJ               | B | A                    | Pts                  | Pun                  |                      |                      |
| 1995-1996  | Rockets de Kelowna    | WHL        | 64  | 3                | 4                | 7                | 159              | 6                | 0 | 0                    | 0                    | 12                   |                      |                      |
| 1996-1997  | Rockets de Kelowna    | WHL        | 68  | 18               | 8                | 26               | 330              | 6                | 0 | 2                    | 2                    | 4                    |                      |                      |
| 1997-1998  | Rockets de Kelowna    | WHL        | 71  | 30               | 22               | 52               | 243              | 7                | 6 | 0                    | 6                    | 23                   |                      |                      |
| 1998-1999  | Avalanche du Colorado | LNH        | 27  | 0                | 0                | 0                | 71               |                  |   |                      |                      |                      |                      |                      |
| 1998-1999  | Bears de Hershey      | LAH        | 32  | 4                | 3                | 7                | 143              | 4                | 0 | 0                    | 0                    | 6                    |                      |                      |
| 1999-2000  | Bears de Hershey      | LAH        | 68  | 12               | 7                | 19               | 206              | 11               | 1 | 1                    | 2                    | 56                   |                      |                      |
| 2000-2001  | Avalanche du Colorado | LNH        | 69  | 2                | 3                | 5                | 155              | 4                | 0 | 0                    | 0                    | 2                    |                      |                      |
| 2001-2002  | Avalanche du Colorado | LNH        | 63  | 1                | 4                | 5                | 154              |                  |   |                      |                      |                      |                      |                      |
| 2002-2003  | Avalanche du Colorado | LNH        | 43  | 1                | 3                | 4                | 82               | 1                | 0 | 0                    | 0                    | 2                    |                      |                      |
| 2003-2004  | Sharks de San José    | LNH        | 50  | 1                | 3                | 4                | 101              |                  |   |                      |                      |                      |                      |                      |
| 2005-2006  | Sharks de San José    | LNH        | 10  | 1                | 0                | 1                | 38               |                  |   |                      |                      |                      |                      |                      |
| 2006-2007  | Sharks de San José    | LNH        | 11  | 0                | 0                | 0                | 22               |                  |   |                      |                      |                      |                      |                      |
| 2006-2007  | Avalanche du Colorado | LNH        | 10  | 1                | 1                | 2                | 6                |                  |   |                      |                      |                      |                      |                      |
| 2007-2008  | Avalanche du Colorado | LNH        | 25  | 0                | 0                | 0                | 70               |                  |   |                      |                      |                      |                      |                      |
| Totaux LNH | Totaux LNH            | Totaux LNH | 308 | 7                | 14               | 21               | 699              | 5                | 0 | 0                    | 0                    | 4                    |                      |                      |